# مسابقات جهانی باریستا

مسابقات جهانی باریستا یک رقابت سالانه برای انتخاب و گزینش قهرمان جهانی باریستا است. این مسابقات سالانه برگزار می‌گردد و باریستاها برای کسب عنوان قهرمان جهان به رقابت می‌پردازند. این رویداد هر ساله در یک شهر متفاوت برگزار می‌گردد. رقابت بعدی در ماه مه سال ۲۰۲۰ میلادی و در شهر ملبورن استرالیا خواهد بود.
مسابقات جهانی باریستا هر سال برگزار می‌شود. قهرمانان بیش از ۵۰ کشور مختلف در این مسابقات بر سر دریافت معتبرترین جایزه دنیای قهوه به رقابت می‌پردازند. مسابقه به این صورت است که باریستاها در ظرف مدت ۱۵ دقیقه باید ۴ اسپرسو، ۴ کاپوچینو و ۴ نوشیدنی مخصوص خود را آماده کنند. داوران تایید شده WBC اجرای باریستاها را قضاوت کرده و آن‌ها را رتبه‌بندی می‌کنند. شرکت‌کنندگانی که امتیازات بالاتر را کسب کنند، به مرحله نیمه‌نهایی و پس از آن به فینال راه پیدا می‌کنند.